# 더글러스 몽고메리

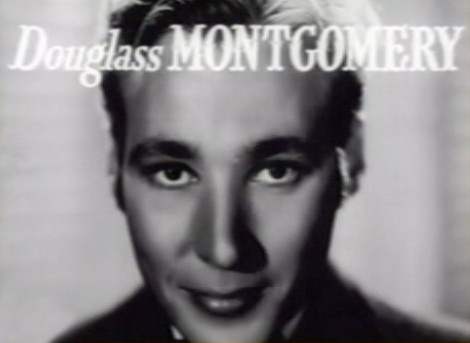

더글러스 몽고메리(Douglass Montgomery, 1907년 10월 29일 ~ 1966년 7월 23일)는 미국의 배우, 영화배우이다.
로스앤젤레스에서 태어났으며 노워크에서 사망하였다. 사인은 암이다.

## 영화
- 작은 아씨들 (1933년)